# Équipe de France de rugby à XV en 1907
L'équipe de France de rugby à XV, en 1907, dispute un seul match.

## Déroulé

### Angleterre (13-41)
17 joueurs sont convoqués par Cyril Rutherford, secrétaire de la section rugby l'USFSA, et Charles Brennus, à la gare du Nord le vendredi 4 janvier 1907 pour un départ vers Londres. Le joueur Paul Maclos arrive en retard et parvient in extremis à monter dans le train. À bord, les Français rencontrent le XV sud-africain qui a largement battu (54-6) la veille au Parc des Princes une sélection parisienne comprenant de nombreux internationaux tricolores. Dans la capitale britannique, la délégation française loge au Bedford Hotel, à proximité de Russell Square. À l'occasion de cette première rencontre de la toute jeune sélection française disputée sur le territoire anglais, la presse française note que si le gazon de l'Athletic Ground de Richmond est irréprochable, il en tout autrement des conditions d'accueil du public pour un stade qui est décrit comme sale, mal entretenu et manquant d'allure, surtout en comparaison des installations des clubs parisiens de l'époque. Du reste, à cause de la faible notoriété de l'équipe de France dans ce sport et du brouillard londonien persistant en cette saison, l'affiche attire peu d'amateurs. Les joueurs français n'ont aucune espérance et s'attendent à être écrasés comme ils l'ont été au cours de leurs quatre matches de l'année précédente tant l'écart de niveau est important. La première mi-temps est pourtant très disputés est s'achève sur un score de parité (13-13). Comme souvent, les Français craquent en seconde période et sont surclassés par les Anglais (41-13). Les Bleus sont néanmoins acclamés par la foule qui ont apprécié leur combativité. Henri Isaac est même porté en triomphe. Les Français ressortent finalement de ce match satisfaits d'avoir inscrit 13 points et sauvé l'honneur en évitant la déroute tant redoutée. Comme le veut la coutume, la délégation française est invitée le soir-même à un banquet organisé par la RFU au Café Royal situé à deux pas de Picadilly Circus.

## Tableau des matchs
| Date           | Lieu                       | Adversaire | Score | Type       | Équipe et marqueurs |
| -------------- | -------------------------- | ---------- | ----- | ---------- | --- |
| 5 janvier 1907 | Athletic Ground (Richmond) | Angleterre | 13-41 | Test match | Henri Isaac - Gaston Lane, Henri Martin, Paul Maclos, Charles Vareilles - (o) Albert Hubert, (m) Henri Lacassagne - André Vergès, A. Poirier, Paul Mauriat - Marcel Communeau , Allan Muhr - Marc Giacardy, Jacques Dufourcq, Charles Beaurin 2 essais (Muhr, Communeau), 2 transformations (Maclos X2), 1 pénalité (Maclos) |

## Statistiques individuelles

### Bilan par joueur
| Joueurs           | Club 1906-1907  | Pos.                   | Sél. (cap.) | Pts. | Ess. | Tr. | Pén. | Dp. |
| ----------------- | --------------- | ---------------------- | ----------- | ---- | ---- | --- | ---- | --- |
| Henri Isaac       | RC France       | Arrière                | 1           | -    | -    | -   | -    | -   |
| Gaston Lane       | RC France       | Ailier                 | 1           | -    | -    | -   | -    | -   |
| Henri Martin      | Stade bordelais | Centre                 | 1           | -    | -    | -   | -    | -   |
| Paul Maclos       | Stade français  | Centre                 | 1           | 7    | -    | 2   | 1    | -   |
| Charles Vareilles | Stade français  | Ailier                 | 1           | -    | -    | -   | -    | -   |
| Henri Lacassagne  | Stade bordelais | Demi de mêlée          | 1           | -    | -    | -   | -    | -   |
| Albert Hubert     | ASF Paris       | Demi d'ouverture       | 1           | -    | -    | -   | -    | -   |
| Marcel Communeau  | Stade français  | Deuxième ligne         | 1 (1)       | 3    | 1    | -   | -    | -   |
| Allan Muhr        | RC France       | Deuxième ligne         | 1           | 3    | 1    | -   | -    | -   |
| Charles Beaurin   | Stade français  | Troisième ligne centre | 1           | -    | -    | -   | -    | -   |
| André Vergès      | Stade français  | Pilier                 | 1           | -    | -    | -   | -    | -   |
| Jacques Dufourcq  | Stade bordelais | Troisième ligne aile   | 1           | -    | -    | -   | -    | -   |
| Marc Giacardy     | Stade bordelais | Troisième ligne aile   | 1           | -    | -    | -   | -    | -   |
| A. Poirier        | SCUF            | Talonneur              | 1           | -    | -    | -   | -    | -   |
| Paul Mauriat      | FC Lyon         | Pilier                 | 1           | -    | -    | -   | -    | -   |
| Georges Jérome    | Stade français  | -                      | 0           | -    | -    | -   | -    | -   |
| Moisson           | SCUF            | Avant                  | 0           | -    | -    | -   | -    | -   |

### Temps de jeu des joueurs
| Joueurs           |    | Total |
| ----------------- | -- | ----- |
| Henri Isaac       | 80 | 80    |
| Gaston Lane       | 80 | 80    |
| Henri Martin      | 80 | 80    |
| Paul Maclos       | 80 | 80    |
| Charles Vareilles | 80 | 80    |
| Henri Lacassagne  | 80 | 80    |
| Albert Hubert     | 80 | 80    |
| Marcel Communeau  | 80 | 80    |
| Allan Muhr        | 80 | 80    |
| Charles Beaurin   | 80 | 80    |
| André Vergès      | 80 | 80    |
| Jacques Dufourcq  | 80 | 80    |
| Marc Giacardy     | 80 | 80    |
| A. Poirier        | 80 | 80    |
| Paul Mauriat      | 80 | 80    |
| Georges Jérome    | R  | 0     |
| Moisson           | R  | 0     |

### Meilleurs réalisateurs
| Rang | Joueur           | Poste  | Points | Essais | Transf. | Pén. | Drops |
| ---- | ---------------- | ------ | ------ | ------ | ------- | ---- | ----- |
| 1    | Paul Maclos      | Ailier | 7      | 0      | 2       | 1    | 0     |
| 2    | Marcel Communeau | Avant  | 3      | 1      | 0       | 0    | 0     |
| -    | Allan Muhr       | Avant  | 3      | 1      | 0       | 0    | 0     |

### Meilleurs marqueurs
| Rang | Joueur           | Poste | Essais |
| ---- | ---------------- | ----- | ------ |
| 1    | Marcel Communeau | Avant | 1      |
| -    | Allan Muhr       | Avant | 1      |

## Affluences
| Jour de match         | Compétition | Lieu                       | Domicile       | Extérieur | Spectateurs   | Recette  | Référence |
| --------------------- | ----------- | -------------------------- | -------------- | --------- | ------------- | -------- | --------- |
| Samedi 5 janvier 1907 | Test match  | Athletic Ground (Richmond) | Pays de Galles | France    | 5 000 à 6 000 | 10 000 F | [ 1 ]     |